# Autoroute A3 (Algérie)
Pour les articles homonymes, voir A3, Autoroute A3 et Autoroute de l'Ouest.
L’Autoroute A3 (appelée également Autoroute de l'Ouest) est la portion la plus avancée du projet d'Autoroute Est-Ouest, qui permet de relier Alger à l'ouest du pays. Elle était anciennement appelée l'autoroute A1.
Si elle prend fin à la frontière marocaine, comme partie intégrante du projet d'autoroute transmaghrébine, elle permet surtout de raccourcir le temps de trajet entre la capitale et la deuxième ville du pays, Oran.

## Historique
- La première portion a été la construction de l'axe Alger - Blida à la fin des années 1980, sur 32 km.
- 1995 : la réalisation du tronçon El Affroun - Hoceinia est déclarée d'utilité publique.
- 2002 : le FADES[2] accorde un prêt pour financer la portion El Affroun - Hoceinia.
- 2003 : le contournement de Blida jusqu'à Chiffa est réalisé.
- 2004 : le tronçon Chiffa - El Affroun est ouvert.
- 2005 : adoption par le gouvernement du projet global d'autoroute Est-Ouest, financé totalement par le trésor public.
- 2006 : attribution de la réalisation des lots Centre et Ouest au groupement chinois CITIC-CRCC.
- 05/09/2010 : achèvement des 558 km du tronçon Alger - frontière du Maroc

## Chronologie du tracé

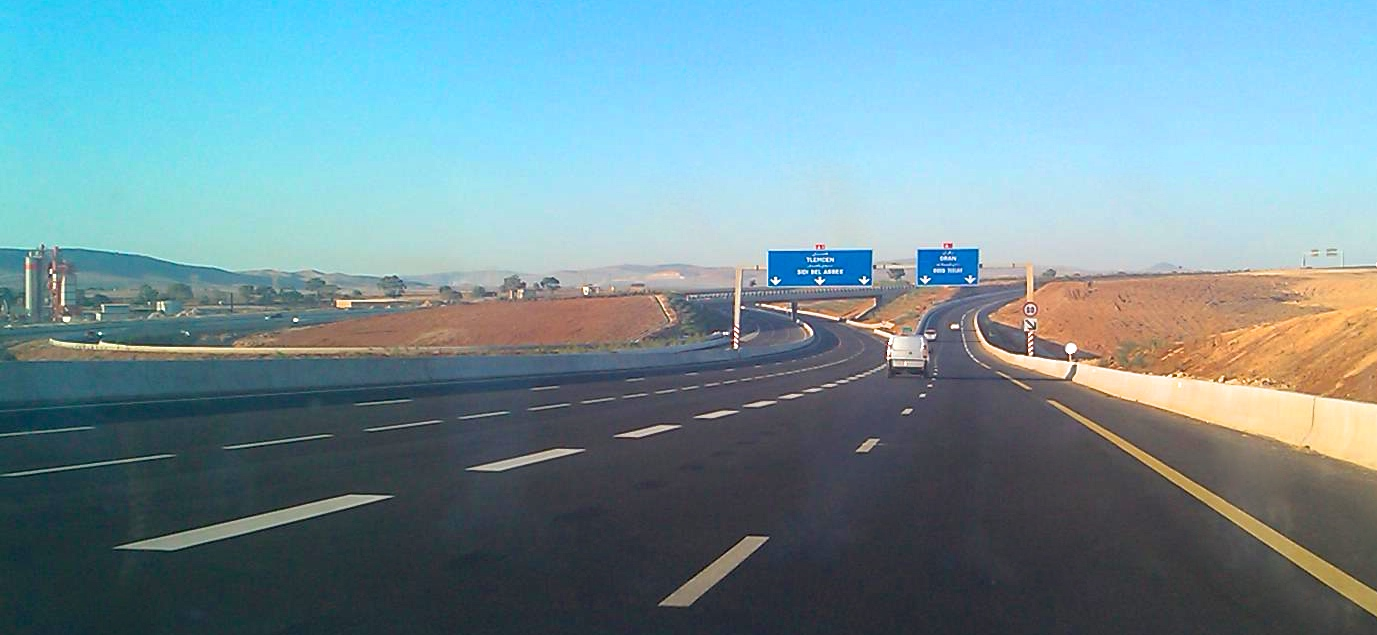
Intersection entre la A3 et la A62.

- 1990 : Autoroute Alger – Blida de 32 km
- 2003 : Autoroute Blida – El Affroun de 29 km
- 25/02/2008 : Autoroute El Affroun – Hoceinia de 25 km
- 08/04/2009 : Autoroute Khemis Miliana – Oued Fodda de 73 km
- 31/05/2009 : Autoroute Hoceinia – Khemis Miliana de 32 km
- 06/09/2009 : Autoroute Boukadir – El Hamadna de 34 km
- 24/09/2009 : Autoroute Oued Fodda – Oued Sly (Chlef) de 26 km
- 15/10/2009 : Autoroute El Hamadna – Belassel Bouzegza (Relizane) de 28 km
- 22/11/2009 : Autoroute Belassel Bouzegza (Relizane) – El Ghomri de 35 km
- 23/11/2009 : Autoroute Oued Sly (Chlef) – Boukadir de 8 km
- 22/04/2010 : Autoroute El Ghomri – Zahana de 66 km
- 31/05/2010 : Autoroute Zahana – Sidi Ali Boussidi (Sidi Bel Abbès) de 70 km
- 02/09/2010 : Autoroute Sidi Ali Boussidi (Sidi Bel Abbès) - Tlemcen de 60 km
- 05/09/2010 : Autoroute Tlemcen - Maghnia de 40 km

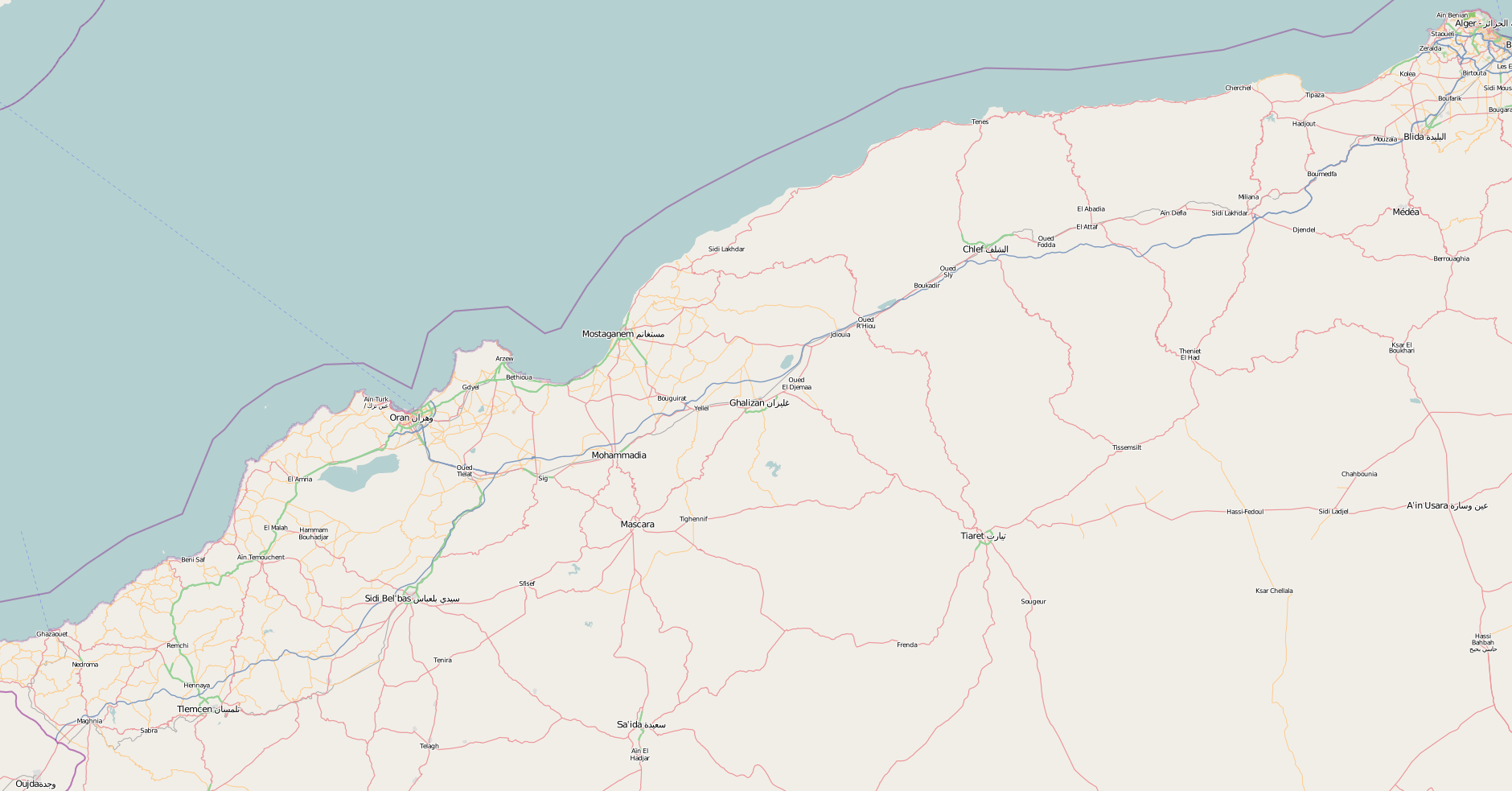
En bleu, l'autoroute A3 entre Alger et la frontière.

## Sorties
- 40  Échangeur entre A3 et A1
- Aire de service Chiffa (sens Vers Oran uniquement)
- 41 Chiffa (Blida Sud-Ouest)
- 42 MouzaïaW62
- Aire de service Tamezguida (dans les deux sens)
- 43 El AffrounN4
- 44 BoumedfaaN42A et P11  Pénétrante de Tipaza (En projet)
- 45 4e Rocade d'Alger (Autoroute de Titteri)
- 46 Khemis Miliana N14 et N18 et P10  Pénétrante de Tiaret (En Projet)
- Aire de service Doui (dans les deux sens)
- Aire de repos Zeddine (dans les deux sens)
- 47 Bourached El Abadia N4 et N65
- Aire de service Tiberkanine (dans les deux sens)
- 48 TiberkanineW140
- 49 Oued FoddaW132
- 50 Chlef Sud (Hay El Moussalaha)N19
- 51 Chlef Ouest (Oued Sly) N4 et P9A  Pénétrante de Tenés (En construction)
- 52 BoukadirW73
- Aire de service Dahra (sens Vers Alger uniquement)
- 53 Oued Rhiou N90
- Aire de service El H'Madna (dans les deux sens)
- 54 El Hamadna/Pénétrante de MostaganemN90A et A60ex-P8
- 55 Relizane Nord (Belassel Bouzegza)W13
- Aire de service Yellel (dans les deux sens)
- 56 Yellel N4
- 57 Mohammadia N17
- Aire de service Baba Ali (dans les deux sens)
- 58 Sig / P6 (Pénétrante de Mascara)
- 59  Échangeur entre A3 et A62 et P5  Pénétrante de Arzew (En projet)
- Aire de service Tassala (dans les deux sens)
- 60 Aïn El Berd N13
- 61 Sidi Hamadouche N97 et W5
- 62 Sidi Bel Abbes N95
- 63 Sidi Ali Boussidi N96 et P3  Autoroute Beni Saf-Saïda (En projet)
- Aire de service Sidi Yakoub (dans les deux sens)
- 64 AmieurN2
- Aire de service Les Zianides (dans les deux sens)
- 65 Tlemcen Nord N22 et P2  Pénétrante de El Aricha (En projet)
- 66 SabraW71
- 67 Hammam Boughrara N35
- 68 Maghnia N99
- 69 Maghnia OuestN7A et P1  Pénétrante de Ghazaouet (En construction)